# Головня Олександр Віталійович
Олександр Віталійович Головня (20 жовтня 1959, Мозир, Білоруська РСР) — радянський футболіст, захисник. Перший радянський легіонер у США. Майстер спорту СРСР (1978).
Брат Сергій також був футболістом.

## Клубна кар'єра
Кар'єру Олександр Головня розпочав у «Машинобудівнику» Гомель. Два роки грав у другій лізі, потім перейшов до мінського «Динамо». 1978 провів у першій лізі, там «Динамо» посіло 3-е місце і вийшло у вищу лігу. У вищій лізі дебютував 5 жовтня 1979 року в матчі 27-го туру проти Торпедо, вийшовши на заміну на 74-й хвилині замість Віктора Янушевського. Усього за мінчан Головня зіграв 62 матчі. У листопаді 1981 перейшов у московське «Динамо». В 1984 році став володарем Кубка СРСР: у фіналі біло-блакитні обіграли «Зеніт» з рахунком 2:0. За московський клуб у чемпіонаті Головня зіграв 113 матчів та забив 5 голів. З 1987 по 1989 рік він виступав за «Локомотив».
У 1990 поїхав до США грати за клуб «Орландо Лайонз». Це був обмін між командами, зі Сполучених Штатів до «Локо» прийшов Дейл Малхолланд, який став одним із перших легіонерів у Радянському Союзі. У США приїхав у травні 1990 і вже незабаром забив свій перший гол за команду.
У жовтні 1990 підписав 8-місячний контракт з «Сан-Дієго Сокерз» з мініфутбольної ліги (шоубол). У сезоні 1991/92 і виступав разом із Олександром Хапсалісом. Став дворазовим чемпіоном США з Indoor-футболу.
У червні 1993 обміняний у клуб «Арізона Сендшаркс», проте за нову команду так і не був заявлений.

## Виступи за збірні
Залучався до складу юнацьких та молодіжної збірної СРСР.
У 1979 році став срібним призером молодіжного чемпіонату світу.

## Особисте життя
Дружина Лідія, дочки Поліна та Георгія.
Живе в Сан-Дієго, працює круп'є у найбільшому казино Каліфорнії.

## Досягнення
«Динамо» Москва
- Володар Кубка СРСР: 1984

Молодіжна збірна СРСР з футболу
- Чемпіон Європи серед молодіжних команд: 1980